# (9538) 1982 UM2
1982 يو أم 2 (ويعرف أيضًا باسم (9538) 1982 يو أم 2 وفق تسمية الكوكب الصغير) (بالإنجليزية: 1982 UM2)‏ هو كويكب ضمن حزام الكويكبات؛ وترتيبه 9538 من حيث الاكتشاف.
اكتُشف هذا الجُرم الفلكي بواسطة Antonín Mrkos ‏ في 20 أكتوبر 1982.

## وصلات خارجية
- (9538) 1982 UM2 في قاعدة بيانات مختبر الدفع النفاث لأجرام النظام الشمسي الصغيرة

- الاكتشاف · مخطط المدار ·  العناصر المدارية · المعلمات المادية

- (9538) 1982 UM2 على موقع ويكي سكاي: DSS2, SDSS, GALEX, IRAS, Hydrogen α, X-Ray, Astrophoto, Sky Map, Articles and images